# Waters Rising
Singles de Alter Bridge
Cry of Achilles
(2014) -
Waters Rising est le onzième single du groupe Alter Bridge, sorti le 2 juin 2014. C'est également le troisième single de l'album Fortress, sorti le 25 septembre 2013. Sur ce titre, on entend pour la première fois Mark Tremonti au chant aux côtés de Myles Kennedy.

## Liste des chansons
| 1. | Waters Rising | 5:39 |